# أشباه العظايا الحرشفية
أشباه العظايا الحرشفية (الاسم العلمي: Lepidosauromorpha) هي مجموعة من الزواحف تتبع العظائيات من طائفة شبيهات الزواحف. وهي المجموعة من الزواحف التي تضم جميع ثنائيات الأقواس الأقرب إلى السحالي من الأركوصورات (والتي تشمل التماسيح والطيور). المجموعة الفرعية الوحيدة الحية منها هي العظايا الحرشفية: السحالي الباقية والثعابين والطراطرة.
أشباه العظايا الحرشفية يمكن تمييزها عن أشباه الأركوصورات (الأركوصورات) عن طريق المشية المتمدّة البدائية والتي تسمح بالحركة التموجية لجذع والذيل كما هو الحال في الأسماك، و«المفصل» المنزلق بين العظم الغرابيّ وعظم القص (للحصول على خطوة أطول وخاصية جانبية الأسنان. في المقابل، تمتلك أشباه الأركوصورات مشية مجاورة للسهمية وانخفاض في حزام الجلد، ونقصان أو فقدان لعظم القص، وخاصية الأسنان السنخية.
احتفظت أشباه العظايا الحرشفية بالدم البارد بسبب المشية المتمدّة المنخفضة الطاقة.

## التصنيف
- أشباه العظايا الحرشفية
  - العظائيات المحيطية
    - العظايا المحيطية

  - عظائيات زعنفية †
    - لوحيات الأسنان †
    - Pachypleurosauria †
    - عظائيات زائفة †
    - البلصورات †

  - شبيهات العظايا الحرشفية
    - سحالي فجرية †
      - Icarosaurus †
      - عظاءة كون †

    - عظايا حرشفية
      - منقاريات الرأس
      - الحرشفيات
        - الإغوانيات
        - وزغيات الشكل
        - سقنقوريات الشكل
        - أنجويسيات الشكل
        - الثعابين
        - سحالي دودية وأشباهها
        - الفصيلة الديبامية